# Delias marguerita
Delias marguerita är en fjärilsart som beskrevs av James John Joicey och Talbot 1922. Delias marguerita ingår i släktet Delias och familjen vitfjärilar. Inga underarter finns listade i Catalogue of Life.